# Inge Clement
Inge Clement (Oostende, 26 juni 1977) is een voormalig Belgisch judoka. 

## Levensloop
Clement werd vijf keer Belgisch kampioen en nam in 2000 deel aan de Olympische Spelen. Daar verloor ze in de zestiende finale van de Algerijnse Salima Souakri. In 1997 werd ze te Oostende Europees kampioen in de gewichtsklasse -52 kg, een prestatie die ze in 2001 te Parijs herhaalde. In 2002, na het BK van dat jaar - zette ze een punt achter haar topsportcarrière.
Na haar judocarrière startte Clement te werken als hoofdinspecteur bij de Oostendse politie waar ook haar partner en voormalig judoka Harry Van Barneveld werkt.

## Palmares
| Belgisch kampioenschap | Belgisch kampioenschap | 1994   | 1995  | 1996 | 1997   | 1998 | 1999 | 2000 | 2001 | 2002 |
| ---------------------- | ---------------------- | ------ | ----- | ---- | ------ | ---- | ---- | ---- | ---- | ---- |
| Half-lichtgewicht      | -52 kg                 |        |       |      | Zilver | Goud | -    | Goud | Goud | Goud |
| Lichtgewicht           | -56 kg                 | Zilver | Brons | Goud |        |      |      |      |      |      |

Europese kampioenschappen
- 1997 -  Europese kampioenschappen -52 kg
- 2001 -  Europese kampioenschappen -52 kg